# Iglesia de San Miguel Arcángel (Gata de Gorgos)
La iglesia de San Miguel Arcángel está situada en el centro de la población alicantina de Gata de Gorgos (España), en la plaza de la Iglesia. Es la parroquia de la población, siendo un templo católico que pertenece al obispado de Valencia.

## Historia
El primer templo religioso con que contó Gata sería posiblemente una mezquita, donde los árabes establecidos desde los siglos X-XI realizaban sus prácticas religiosas. Se trataría de una mezquita de dimensiones reducidas teniendo en cuenta los habitantes de la aldea, y orientada hacia el sur, rasgo habitual de las mezquitas andalusíes.
Tras la conquista de Jaime I de los valles de la Marina (1240-1245), la comarca continuó teniendo mayoría de población musulmana, a excepción de algunos asentamientos cristianos como Denia y Jávea. Los musulmanes, que se habían rendido pacíficamente, conservaron sus costumbres y religión a cambio de someterse como vasallos al rey cristiano y de tributar a la Corona de Aragón.
Esta situación se mantuvo más o menos hasta el año 1521, cuando empezó un proceso evangelizador, que desembocó en la orden de conversión mandada por Carlos V con la ayuda del papa; los musulmanes, bautizados en 1525, se llamarían «cristianos nuevos» o «moriscos». Al mismo tiempo se ordenó la conversión de las mezquitas en iglesias. Así, la antigua mezquita pasó a denominarse capilla con la invocación de San Miguel Arcángel. La nueva capilla, con una adscripción de un santo antislámico, estaba ubicada en la residencia del alcaide del Rahl catarí, junto a la actual parroquia, quedando adscrita a la parroquia de Denia.
El señor de Gata consiguió la creación de una vicaría para el pueblo (aunque dependiendo de Denia) en el año 1534, mediante una bula de Clemente VII. Así se constituyó en una de las seis vicarías perpetuas de la zona, junto con las de Ondara, Benidoleig, Vergel, Miraflor y Cetle, Beniarbeig, Beniomer y Benicadim, Ráfol de Almunia, Benimeli, Sagra, Sanet y Negrals y Pedreguer y Matoses. El cura beneficiario cobraría 40 libras anuales, estando obligado a decir misa todos los domingos y administrar los sacramentos a la población.
En el año 1574 gracias a una bula del papa Gregorio XIII se consigue para Gata la categoría de rectoría (actual parroquia). El primer párroco fue mosén Antich Ferrer. Este asistió a la visita pastoral del arzobispo Juan de Ribera de 1580. En el acta de esta visita se señala que la iglesia es ... una capilla que está en la casa del Señor que es so invocación de San Miquel. Posiblemente a instancias del arzobispo, el señor de la población, Gaspar de Híjar, se amplió la capilla existente para que el pueblo tuviera un templo de mayores dimensiones y más digno donde poder celebrar los oficios. Esta ampliación fue rápida, pues en 1582 Antich Ferrer bendecía la nueva capilla, ahora iglesia, que se situaba donde está la actual y al lado de la casa señorial.
La expulsión de los moriscos en 1609 dejó desierto el pueblo, ya que expulsaron a las 150 familias que lo habitaban, según el censo de Caracena. Sólo quedó el párroco, mosén Sebastián Sapena. Gaspar de Híjar, señor feudal de Gata, se apresuró a buscar nuevos pobladores para evitar la desaparición del pueblo, y en 1611 36 valencianos y mallorquines firman con el señor la Carta Puebla. El acto oficial del poblamiento se celebró el 4 de marzo del mismo año en la iglesia parroquial.
A partir de entonces comenzó la recuperación del pueblo, construyéndose nuevas viviendas y restaurándose los huecos, y Gata contaría ya con una organización mínima: alcalde, justicia, jurados y basiner o encargado de recoger fondos para la fiesta de San Miguel. En el año 1622 contaba ya con 60 casas y 142 habitantes de comunión, según una visita pastoral. 

### Nueva construcción
En 1657, el II Conde de Alcudia heredó el señorío de Gata, casándose poco después con Francesca Monsoriu, condesa de Gestalgar. Una de las cosas que realizó para el pueblo fue la construcción, entre 1660 y 1680, de la iglesia parroquial que ha llegado hasta la actualidad, aunque con diversas modificaciones.
La iglesia anterior a esta era demasiado pequeña y sencilla para el gusto del señor, el rector Joan Sendra fue quien se encargó de administrar el dinero que éste había dado para la construcción del nuevo templo. El señor aprovechó la obra para reformar su casa-palacio de Gata, y muestra de esto son los sillares de piedra de la base del campanario, provenientes de la antigua casa noble de los señores del pueblo. Además los habitantes de Gata colaboraron, ya que todas las familias realizaron «peonadas», según los miembros de cada una a cada casa le correspondía un determinado número de jornales a la semana. El templo anterior a éste tendría unas dimensiones similares a la ermita del Santísimo Cristo, por lo tanto la mejora fue sustancial, ahora faltaba la ornamentación interior y la dotación de los elementos necesarios para las celebraciones.
Durante estos años aparecieron las primeras vocaciones religiosas, como por ejemplo las del rector Mauricio Mulet (1669 - 1737) que estuvo en la parroquia de Santa Catalina de Valencia, o el fraile Sebastián Monfort en el Convento de Jávea.
Durante el siglo XVIII Gata gozó de prosperidad agrícola, generando un cierto bienestar si se compara con generaciones anteriores. El rector de la población tenía que atender a una población que llegaba a unas 329 familias. Para todos los actos contaba con la ayuda de un vicario y de los frailes del convento de Jesús Pobre. Gracias a un documento de 1763, se sabe que además del altar mayor dedicado a San Miguel, había al menos otras tres capillas laterales con altar y retablo dedicados a San José, San Roque y San Cristóbal. 
A lo largo del siglo XIX sigue aumentando la importancia de la parroquia para los gatenses, muestra de ello es la habilitación de las ocho capillas laterales y de la capilla de la comunión. También aparecerán congregaciones religiosas: en 1874 se funda la congregación de las Hijas de María. Esta primera congregación estuvo formada por el rector Francisco Martínez, Juana Signes Diego, Francisca Monfort Pedrós y Joaquina Torres Signes. Años más tarde, en 1886, se fundó la congregación del Sagrado Corazón de Jesús, y ya hacia finales de siglo aparecieron las asociaciones de la Virgen del Rosario y de San Luis Gonzaga, fundada por los solteros del pueblo.

### Nuevas modificaciones
Un rector importante para la parroquia fue Joan Martínez Blasco, llegado a la población de Gata en 1884. Él fue quien edificó la Casa de la Lepra (lazareto para los enfermos), la casa de la Abadía, realizó mejoras en el ermita del Santísimo Cristo del Calvario y el cementerio. También intervino en el templo, construyó el coro que se levanta a los pies de la iglesia, derrocó altares viejos sustituyéndolos por unos más grandes y modernos, realizó la visión del sagrario y el culto eucarístico con la construcción de la capilla de la comunión, amplió la sacristía y adquirió objetos litúrgicos. Finalmente, en 1896 restauró el interior del edificio con pinturas y ornamentación de tipo neoclásico.
El aspecto de la iglesia a finales del siglo XIX está descrito en un artículo publicado en Las Provincias en 1897, donde excursionistas de Lo Rat Penat dicen:

La fachada de la iglesia y el campanario son también de sillería. La torre es algo baja y no tiene remate. El interior del templo está muy renovado y ofrece poco de notable. En el altar Mayor se venera a San Miguel como titular. En los dos altares del crucero hay imágenes bastante buenas. En la parte de la epístola (derecha) un crucifijo que nos pareció del siglo XVI o comienzos del XVII. En la parte del evangelio (izquierda), una Virgen del Rosario muy gallarda, nos dijeron que era obra de Esteve. Encima de la pila bautismal hay un antiguo retablo con pinturas de los santos Juanes, y en la parte alta el padre Eterno, rodeado de los profetas. Olvidaba decir que el salvador del sagrario en el altar mayor es una buena imitación del estilo de Juanes, hecha por el pintor D. Jaime González

Las reformas y mejoras continúan a principios del siglo XX. En 1911 se cambia el pavimento, al año siguiente se arregla el tejado, y también, gracias a una donación de Teresa Costa Signes y aportaciones de varias personas, se adquiere un órgano para el coro. Costó 7.750 pesetas y se construyó en el taller de Pedro Palop, en Valencia.
Entre los años 1920 y 1925 se produjo una restauración general del templo promovida por el rector Andrés Escrivá Sancho. En el año 1929 se inauguraron dos altares nuevos para las capillas donde se ubicaban las imágenes de la Inmaculada y del Sagrado Corazón de Jesús, ambos junto al crucero.
Antes de la guerra civil española en la iglesia de Gata se veneraban: San Miguel en el altar mayor con San Sebastián y San Roque, la Purísima y una de la Divina Pastora a los lados del 
presbiterio. En las ocho capillas laterales estaban la Inmaculada Concepción, San José, San Antonio Abad, Virgen del Carmen, San Francisco de Paula, San Francisco de Asís, San Vicente Ferrer y el Sagrado Corazón de Jesús. En la capilla de la Comunión había una imagen de la Virgen del Rosario, más un Jesús Nazareno y San Luis Gonzaga.

### Posguerra
Durante la guerra se destruyeron retablos, altares, imágenes, todo lo que no se guardó en casas particulares se quemó y el aspecto grandioso y lleno de adornos del interior del templo desapareció. En 1939 terminada la guerra, los vencedores y la gente más devota con el rector Alejo Sendra se unieron para restaurar el edificio. En diciembre de 1939 se adquirió una pila bautismal, realizada en Vilallonga y regalada por Justo Signes Monfort. La primera imagen adquirida tras la guerra fue una Inmaculada pagada por las Hijas de María en el año 1942, un año después se bendijo la de San Miguel y poco a poco se fueron substituyendo las imágenes perdidas.
Durante la posguerra y ante la necesidad de recursos, en 1945 el arzobispado de Valencia autorizó al rector para: .. que pueda instalar una tómbola, al objeto de obtener recursos para las obras de reconstrucción del templo parroquial.
En 1954 el nuevo rector, Vicente Llopis, aprovechó la mejora económica para rehacer el altar mayor y construir el retablo de San Miguel. Este retablo lo esculpió en madera de pino en 1955 el tallista Ramón Porta Francés. En los años siguientes se iría ornamentando el interior con mármoles y dorados, acabándose en 1962 costando unas 133.000 pesetas. Hecho esto, el sacerdote escribió al arzobispado solicitando la construcción de un remate para el campanario:El campanariuo está emplazado en la parte más baja de la feligresía y al encontrarse las campanas a doce metros de altura, sus repiques no se oyen en más de la mitad del pueblo, por lo que el que suscribe ha encargado al arquitecto diocesano Vicente Traver que eleve el campanario y las campanas para que puedan oírse desde toda la feligresía.
Autorizada la construcción, comenzaron las obras, encargadas a José Soler y Miguel Simó. El 16 de febrero de 1963 se finalizaban y se colocaban las campanas.
Al año siguiente se consagraron los dos retablos de los lados del crucero, dedicados al Sagrado Corazón de Jesús ya la Inmaculada. El arzobispo Marcelino Olaechea autorizó estas consagraciones y entregó al templo unas reliquias de San Severino, San Victoriano y Santa Blandina para colocarlas en las bases de los nuevos retablos.
La última acción importante sobre el edificio fue la restauración y pintura general del interior, el rector Manuel Frases encabezó una junta promotota de la restauración con gente de distintos oficios, y todos fueron dirigidos por el restaurador Manolo Barges. Esta junta visitó diversas iglesias de la diócesis, y finalmente se decidió por un estilo neoclásico y sencillo.

## Descripción arquitectónica
La iglesia de San Miguel Arcángel es un edificio con tres naves, una nave central, dos laterales y un crucero. Tiene ocho capillas, cuatro a cada lado. Junto al presbiterio rectangular está la capilla de la Comunión, que ocupa la longitud del presbiterio y del trascoro. Al otro lado está la sacristía.
La fachada es sencilla, orientada hacia la plaza, destacando el campanario y la portada. Tiene un estilo difícil de definir por las diferentes remodelaciones, está entre el Barroco y el neoclásico. Sin demasiadas decoraciones, tiene un frontón triangular rematando la fachada. La puerta es adintelada, encima está la portada barroca, y destaca el nicho insertado en un templete clásico de pilastras acanaladas a los lados y un frontón rematado con tres bolas. Dentro del nicho hay una imagen moderna del santo titular.

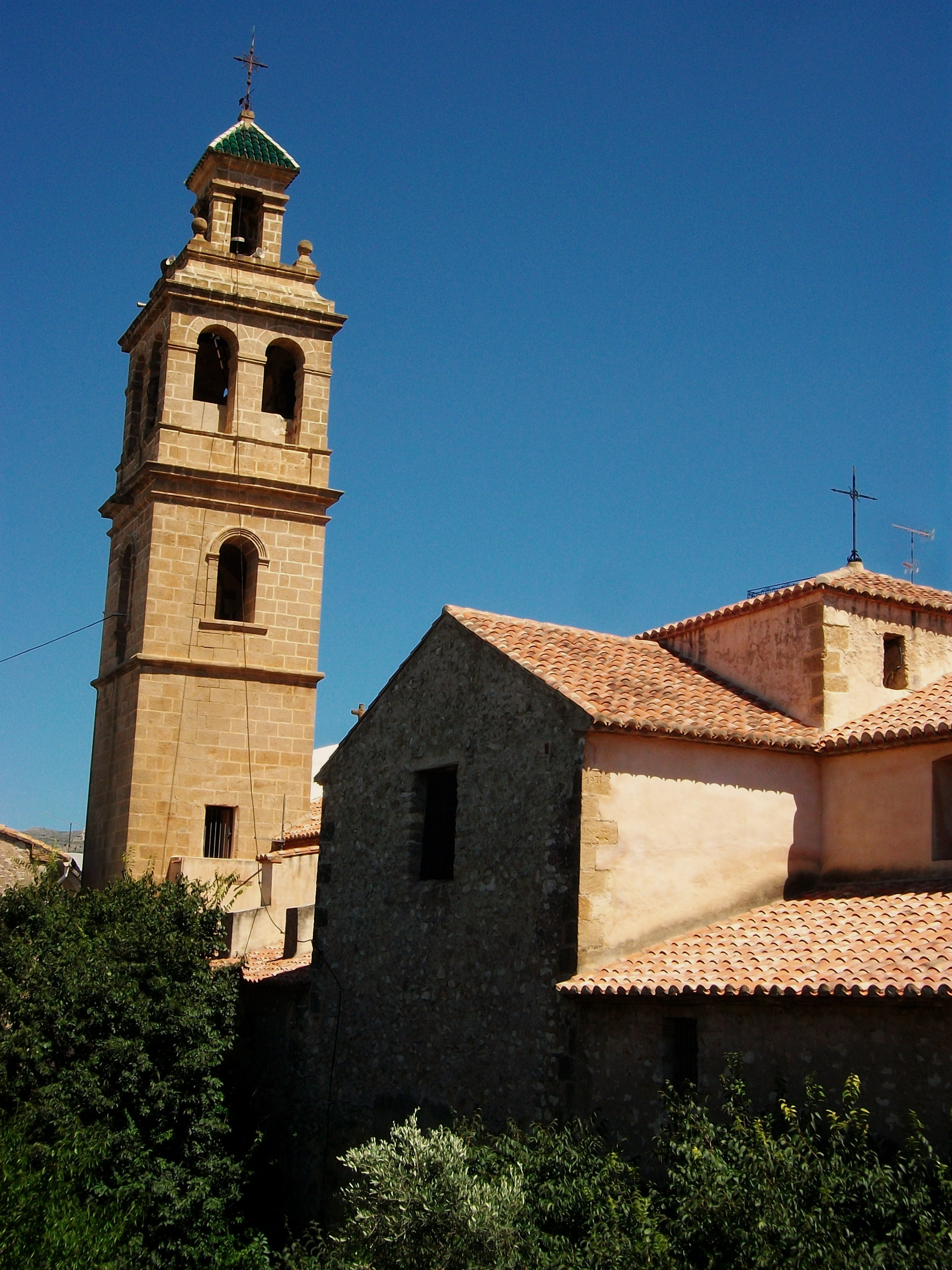
Campanario, pieza fundamental del templo.

El otro elemento que destaca en la fachada es el campanario, situado a la derecha del templo. Es una torre de planta cuadrada y dividida en tres cuerpos: el primero está hecho de sillares de piedra y llega a sobrepasar la fachada, es donde se encuentra instalado el reloj, el segundo era el cuerpo de campanas, tiene cuatro huecos con arcos de medio punto, hasta que se construyó el tercer cuerpo en los años sesenta del siglo XX. Este tercer cuerpo es el remate del campanario, tiene cuatro pares de huecos en forma de arcadas de medio punto donde están las campanas. Hay tres campanas del año 1940 y una de 1941, la más grande es la Micaela de 1000 kg, Cristo Rey de 650 kg, y Ntra. Señora del Pilar de 450 kg. Finalmente, el campanario se remata con un templete cuadrado de cuatro aperturas terminado en un tejado a cuatro aguas cubierto de tejas verdes.
En el interior, la nave central está cubierta por una bóveda de cañón con arcos fajones apoyados sobre las ocho grandes pilares que articulan el interior. Del mismo modo, las naves laterales están cubiertas con bóveda de cañón, al igual que el crucero, que no tiene cúpula. En los pies de la nave central se alza un coro en alto, por encima del cancel de la entrada. En el lado opuesto está el presbiterio, con la capilla de la comunión a la derecha y la sacristía a la izquierda.
El alzado de la iglesia está articulado en dos tramos, el primero de la serie de arcos de medio punto que configuran las capillas y separan las naves, el segundo es el entablamento desde donde se cubre la nave con bóveda de cañón. Lo recorren unas pilastras sencillas de orden compuesto adheridas al pilar como un elemento de ornamentación más.
Las capillas laterales, más que capillas son nichos en el muro, se veneran otros santos aparte de San Miguel: al lado del evangelio están el Santísimo Cristo del Perdón, San Antonio Abad, San José y La Inmaculada en el crucero (con un retablo neobarroco reciente, de adornos dorados y de mármol). Está el baptisterio, con la pila protegida por una reja de hierro forjado, después la capilla de Jesús Nazareno, la Virgen de Fátima y el Sagrado Corazón de Jesús, enfrentado con la de la Inmaculada y con un retablo idéntico.
En el presbiterio se sitúa el altar y detrás el retablo que aloja la imagen del titular, San Miguel. Es un retablo neoclásico, destacando la profusión decorativa con dorados y mármoles rosados. También encontramos pinturas de San Pedro y San Pablo en el apartado inferior, la Virgen de los Desamparados y San Vicente Ferrer en las calles laterales y el Santísimo Cristo del Calvario, patrón del pueblo, en el ático.
A la derecha del presbiterio está la capilla de la Comunión, cubierta con bóveda de cañón y presidida por un Sagrario dorado y una imagen de la Virgen de los Dolores. Al otro lado está la sacristía, donde se guardan los objetos empleados para el culto, destaca una Custodia del siglo XVIII y una réplica del Santo Cáliz conservado en la catedral de Valencia.

## Lista de rectores
- Antich Ferrer (1578-1591)
- Pere Giner (1591-1600)
- Sebastià Sapena (1600-1619)
- Clement Pexo (1620-1625)
- Marc-Antoni Marín (1625-1635)
- Fra Lluís Gaset (1635-1636)
- Fra Onofre Segarra (1636-1637)
- Joan Sendra (1637-1662)
- Francesc Tudela (1662-1691)
- Fra Jaume Espasa (1691-1692)
- Gregori Gisbert (1692-1736)
- Tomàs Gil (1736-1737)
- Tomàs Borrell (1737-1787)
- Domingo Crespo (1787-1788)
- Miquel Gazo Blanc (1788-1800)
- Josep Mario (1800-1806)
- Francesc Cardona (18061807)
- Josep Vicent Alonso (1807-1817)
- Fra Vicent Baydal (1817)
- Maties López (1817-1819)
- Ramon Quilis (1819)
- Roc Artal Pineda (1819-1826)
- Fra Lluís Mata (1826)
- Tomàs Marín (1826-1836)
- Crescencio Fonbuena (1836-1837)
- Maties Baixauli (1837)
- Manel Claramunt (1837-1838)
- Josep Mas (1838-1839)
- Vicent Terol (1839-1857)
- Josep Mas (1857)
- Francesc Martínez Beneito (1857-1884)
- Vicent Pedrós Ferrer (1884)
- Joan Martínez Blasco (1884-1898)
- Josep Garcia Mestre (1898-1900)
- Antoni Gómez Vicedo (1902-1910)
- Josep Artigues Gaya (1910-1913)
- Josep Maria Català llorente (1913-1921)
- Joaquim Mora Miralles (1922)
- Andreu Escrivà Sancho (1922-1925)
- Joaquim Alfonso Bosch (1925-1929)
- Alejo Sendra Tarrazo (1930-1950)
- Manuel Castelló Quilis (1950-1954)
- Vicent Llopis Bertomeu (1954-1969)
- Manuel Frases Pérez (1969-1974)
- Vicent Marqués Pastor (1974-1994)
- Josep Tomàs i Sala (1994-1997)
- José Ignacio Llópes Guas (1997-2004)